# Olympiades de sciences
Les Olympiades de sciences sont des compétitions pour les élèves du secondaire du monde entier.

## Olympiades internationales
Les Olympiades internationales de sciences sont des compétitions internationales destinées aux lycéens et collégiens. Il existe actuellement les Olympiades suivantes :
| Numéro               | Science                                                                         | Sigle                | Année                | Site Web                                 |
| Basées sur un examen | Basées sur un examen                                                            | Basées sur un examen | Basées sur un examen | Basées sur un examen                     |
| -------------------- | ------------------------------------------------------------------------------- | -------------------- | -------------------- | ---------------------------------------- |
| 1                    | International Mathematical Olympiad                                             | IMO                  | depuis 1959          | http://www.imo-official.org/             |
| 2                    | International Physics Olympiad                                                  | IPhO                 | depuis 1967          | http://ipho.org/                         |
| 3                    | International Chemistry Olympiad                                                | IChO                 | depuis 1968          | http://www.ichosc.org/                   |
| 4                    | International Olympiad in Informatics                                           | IOI                  | depuis 1989          | http://www.ioinformatics.org/index.shtml |
| 5                    | Olympiades internationales de biologie                                          | IBO                  | depuis 1990          | http://www.ibo-info.org/                 |
| 6                    | Olympiades internationales de philosophie                                       | IPO                  | depuis 1993          | http://www.philosophy-olympiad.org/      |
| 7                    | International Astronomy Olympiad (en)                                           | IAO                  | depuis 1996          | http://www.issp.ac.ru/iao/               |
| 8                    | International Geography Olympiad (en)                                           | iGeo                 | depuis 1996          | http://www.geoolympiad.org/              |
| 9                    | International Linguistics Olympiad                                              | IOL                  | depuis 2003          | http://www.ioling.org/                   |
| 10                   | International Junior Science Olympiad (en)                                      | IJSO                 | depuis 2004          | http://www.ijsoweb.org/                  |
| 11                   | International Earth Science Olympiad                                            | IESO                 | depuis 2007          | http://www.ieso-info.org/                |
| 12                   | International Olympiad on Astronomy and Astrophysics (en)                       | IOAA                 | depuis 2007          | https://ioaa2017.posn.or.th/             |
| 13                   | International Geometry Olympiad (en)                                            | IGO                  | depuis 2014          | http://igo-official.ir/?lang=en          |
| 14                   | International Experimental Physics Olympiad                                     | IEPhO                | depuis 2013          | http://www.iepho.com                     |
| 15                   | International Foxford Olympiad                                                  | IFO                  | depuis 2015          | http://foxford.com                       |
| 16                   | International Medicine Olympiad                                                 | IMDO                 | depuis 2016          | https://www.usmdo.org/                   |
| 17                   | International Nanotechnology Olympiad                                           | INO                  | depuis 2017          | http://nanoolympiad.org/                 |
| 18                   | International Olympiad in Physics, Technology and Astronomy                     | IOPTA                | depuis 2017          | http://iopta.com                         |
| 19                   | International Olympiad in Biology and Astronomy                                 | IOBA                 | depuis 2017          | http://ioba.com                          |
| Basées sur un projet |                                                                                 |                      |                      |                                          |
| 1                    | International Environmental Project Olympiad                                    | INEPO                | depuis 1993          | http://www.inepo.com/                    |
| 2                    | International Young Inventors Project Olympiad                                  | IYIPO                | depuis 2007          | http://www.iyipo.ge/eng                  |
| 3                    | International Sustainable World Engineering Energy Environment Project olympiad | ISWEEEP              | depuis 2008          | http://isweeep.org/                      |
| 4                    | International Environment and Sustainability Project Olympiad                   | INESPO               | depuis 2010          | http://www.inespo.org/                   |
| 5                    | Global Environmental Issues and Us Olympiad                                     | GENIUS               | depuis 2011          | https://geniusolympiad.org/              |
| 6                    | Golden Climate International Environmental Project Olympiad                     | GCIEPO               | depuis 2011          | http://www.goldenclimate.com/            |

## Olympiades asiatiques
| Numéro               | Science                                 | Sigle                | Année                | Site Web                        |
| Basées sur un examen | Basées sur un examen                    | Basées sur un examen | Basées sur un examen | Basées sur un examen            |
| -------------------- | --------------------------------------- | -------------------- | -------------------- | ------------------------------- |
| 1                    | Asian Pacific Mathematics Olympiad      | APMO                 | depuis 1989          | http://www.apmo-official.org/   |
| 2                    | Asian Physics Olympiad                  | APhO                 | depuis 2000          | http://apho.ias-ntu.org/        |
| 3                    | Asian-Pacific Astronomy Olympiad        | APAO                 | depuis 2005          | http://www.issp.ac.ru/iao/apao/ |
| 4                    | Asia-Pacific Informatics Olympiad       | APIO                 | depuis 2007          | http://apio-olympiad.org/       |
| 5                    | Asian Science and Mathematics Olympiad  | ASMO                 | depuis 2010          | http://asmo2u.com/              |
| 6                    | Southeast Asian Mathematical Olympiad   | SEAMO                | depuis 2016          | http://www.seamo-official.org/  |
| Basées sur un projet |                                         |                      |                      |                                 |
| 1                    | Euroasia Environmental Project Olympiad | INEPO                | depuis 2007          | http://www.inepo-euroasia.com/  |

## Olympiades européennes
| Numéro               | Science                                      | Sigle                | Année                | Site Web                       |
| Basées sur un examen | Basées sur un examen                         | Basées sur un examen | Basées sur un examen | Basées sur un examen           |
| -------------------- | -------------------------------------------- | -------------------- | -------------------- | ------------------------------ |
| 1                    | Balkan Mathematical Olympiad                 | BMO                  | depuis 1984          |                                |
| 2                    | Balkan Olympiad in Informatics               | BOI                  | depuis 1993          |                                |
| 3                    | Central European Informatics Olympiad        | CEOI                 | depuis 1995          | http://ceoi.inf.elte.hu/       |
| 4                    | Junior Balkan Mathematical Olympiad          | JBMO                 | depuis 1997          |                                |
| 5                    | European Union Science Olympiad              | EUSO                 | depuis 2003          | http://euso.eu/                |
| 6                    | South Eastern European Mathematical Olympiad | SEEMOUS              | depuis 2007          | http://www.massee-org.eu/      |
| 7                    | Junior Balkan Olympiad in Informatics        | JBOI                 | depuis 2007          |                                |
| 8                    | Middle European Mathematical Olympiad        | MEMO                 | depuis 2007          |                                |
| 9                    | European Girls' Mathematical Olympiad        | EGMO                 | depuis 2012          | https://www.egmo.org/          |
| 10                   | European Junior Olympiad in Informatics      | EJOI                 | depuis 2017          | http://ejoi.org/               |
| 11                   | European Physics Olympiad                    | EuPhO                | depuis 2017          | http://eupho.ut.ee/            |
| Basées sur un projet |                                              |                      |                      |                                |
| 1                    | Euroasia Environmental Project Olympiad      | INEPO                | depuis 2007          | http://www.inepo-euroasia.com/ |

## Olympiades africaines
| Numéro               | Science                           | Sigle                | Année                | Site Web             |
| Basées sur un examen | Basées sur un examen              | Basées sur un examen | Basées sur un examen | Basées sur un examen |
| -------------------- | --------------------------------- | -------------------- | -------------------- | -------------------- |
| 1                    | Pan-African Mathematics Olympiads | PAMO                 | depuis 1987          |                      |
| Basées sur un projet |                                   |                      |                      |                      |

## Olympiades américaines
| Numéro               | Science                           | Sigle                | Année                | Site Web             |
| Basées sur un examen | Basées sur un examen              | Basées sur un examen | Basées sur un examen | Basées sur un examen |
| -------------------- | --------------------------------- | -------------------- | -------------------- | -------------------- |
| 1                    | American Mathematics Competitions | AMC                  | depuis 1950          |                      |
| Basées sur un projet |                                   |                      |                      |                      |